# Lignan-de-Bordeaux
Lignan-de-Bordeaux is een gemeente in het Franse departement Gironde (regio Nouvelle-Aquitaine) en telt 701 inwoners (2004). De plaats maakt deel uit van het arrondissement Bordeaux.

## Geografie
De oppervlakte van Lignan-de-Bordeaux bedraagt 8,9 km², de bevolkingsdichtheid is 78,8 inwoners per km².
De onderstaande kaart toont de ligging van Lignan-de-Bordeaux met de belangrijkste infrastructuur en aangrenzende gemeenten.

## Demografie
Onderstaande figuur toont het verloop van het inwonertal (bron: INSEE-tellingen).